# イサク・リドベリ
イサク・アレクシ・シーベルト・リドベリ（Isac Alexi Sivert Lidberg、1998年9月8日 - ）は、スウェーデン・ストックホルム出身のサッカー選手。SVダルムシュタット98所属。スウェーデン代表。ポジションはFW。

## クラブ経歴

### ハンマルビーIF
地元スウェーデンのヘゲルステンSKユースとしてサッカーキャリアをスタートさせたが、2010年にハンマルビーIFユースに移籍し、11歳でハンマルビーIFユースでプレーを始めた。
2014年、ユースチームで昇格したのは、ハンマルビーU-21はGIFスンツヴァルU-21戦に途中出場し、開始1分以内に2-1の得点を挙げた。
2015年3月、アルスヴェンスカン・ハンマルビーIFトップチームの3年契約を結び昇格。
2015年7月13日、ファルケンベリFF戦との試合に16歳で最年少プロデビューを飾った。

#### エンスケデIKへのローン
2016年4月8日、エッタン・ディヴィション1・エンスケデIKにレンタル移籍。
2016年5月1日、ピーテオIF戦で初先発に出場し、3-1で勝利した試合で2得点を挙げた。
その後、シーズン中にさらに14試合に出場し、リーグ戦で6得点を挙げた。

### オートヴィーダベリFF
2017年3月30日、スーペルエッタン・オートヴィーダベリFFと完全移籍で契約を結び、3年契約を結んだ。
2017年4月2日、シーズン開幕戦のIFKヴェルナモ戦に途中出場だが、試合終了直前に2枚目のイエローカードを退場となった。

### IKスタルト～FKイエルヴ～ハマルカメラテネ～IFブロマポイカルナ
2018年1月11日、ノルウェーのエリテセリエン・IKスタルトと3年契約を結び移籍をするも、3月4日にOBOSリーガエン・FKイエルヴにレンタル移籍。
2018年8月15日、当初IKスタルトはスタートに復帰したが、OBOSリーガエン・ハマルカメラテネに再びレンタル移籍。
2019年2月、スウェーデンに戻りアルスヴェンスカン・IFブロマポイカルナにレンタル契約で移籍。

### ゲフレIF
2020年2月、エッタン・ディヴィション1・ゲフレIFと2年契約を結び移籍。
その後、25試合に出場し19得点を挙げた。

### ゴー・アヘッド・イーグルス
2021年5月1日、オランダのエールディヴィジ・ゴー・アヘッド・イーグルスと2年契約を結ん結び移籍。

### FCユトレヒト
2023年7月18日、エールディヴィジ・FCユトレヒトと4年契約を結び移籍。
2023年12月13日、AZ戦にアキレス腱を負傷し大怪我を負った。

### SVダルムシュタット98
2024年8月16日、ドイツの2. ブンデスリーガ・SVダルムシュタット98に移籍。

## 代表経歴
2014年から2015年、U-17スウェーデン代表で14試合に出場し、9得点を挙げた。
2016年、U-19スウェーデン代表で11試合に出場し、合計10得点の記録を果たした。
2024年11月19日、ストロベリー・アレーナで行われたUEFAネーションズリーグ2024-25・リーグCのアゼルバイジャン戦でスウェーデン代表デビューを果たした。

## プレースタイル
自身を「どんな場面でも得点できるパワフルなフォワード」と表現し、当時の監督だったナンネ・ベルグストランドに同意し、幼い頃からのトレーニングのおかげで年齢の割に強いと述べた。
ハンマルビーIF元スポーツディレクターのマッツ・ジンブラッドは、ディフェンダーの背後に走ることが多い現代的なフォワードだと付け加えた。

## 私生活
ストックホルムで育ち、父はマルティン・リドベリ元レスリング世界チャンピオン、叔父はジミー・リドベリ元レスリングオリンピックメダリストである。
バイエルン・ミュンヘンでプレーすることを夢見ており、彼の憧れのサッカー選手は元ドイツ代表のマリオ・ゴメスだった。

## 個人成績

### クラブ
2024年7月1日現在
| クラブ                     | シーズン     | リーグ             | リーグ | リーグ | カップ | カップ | リーグカップ | リーグカップ | その他 | その他 | 通算 | 通算 |
| クラブ                     | シーズン     | ディビジョン       | 出場   | 得点   | 出場   | 得点   | 出場         | 得点         | 出場   | 得点   | 出場 | 得点 |
| -------------------------- | ------------ | ------------------ | ------ | ------ | ------ | ------ | ------------ | ------------ | ------ | ------ | ---- | ---- |
| ハンマルビー               | 2015         | アルスヴェンスカン | 2      | 0      | 0      | 0      | —            | —            | —      | —      | 2    | 0    |
| ハンマルビー               | 2016         | アルスヴェンスカン | 5      | 0      | 0      | 0      | —            | —            | —      | —      | 5    | 0    |
| ハンマルビー               | 通算         | 通算               | 7      | 0      | 0      | 0      | —            | —            | —      | —      | 7    | 0    |
| エンスケデ (loan)          | 2016         | エッタン           | 14     | 6      | 0      | 0      | —            | —            | —      | —      | 14   | 6    |
| オートヴィーダベリ         | 2017         | スーペルエッタン   | 22     | 5      | 0      | 0      | —            | —            | —      | —      | 22   | 5    |
| スタルト                   | 2018         | エリテセリエン     | 0      | 0      | 0      | 0      | —            | —            | —      | —      | 0    | 0    |
| イエルヴ (loan)            | 2018         | OBOSリーガエン     | 11     | 0      | 1      | 0      | —            | —            | —      | —      | 12   | 0    |
| ハマルカメラテネ (loan)    | 2018         | OBOSリーガエン     | 5      | 0      | 0      | 0      | —            | —            | —      | —      | 5    | 0    |
| ブロマポイカルナ (loan)    | 2019         | スーペルエッタン   | 18     | 3      | 0      | 0      | —            | —            | —      | —      | 18   | 3    |
| ゲフレ                     | 2020         | エッタン           | 25     | 19     | 0      | 0      | —            | —            | —      | —      | 25   | 19   |
| ゲフレ                     | 2021         | エッタン           | 12     | 3      | 0      | 0      | —            | —            | —      | —      | 12   | 3    |
| ゲフレ                     | 通算         | 通算               | 37     | 22     | 0      | 0      | —            | —            | —      | —      | 37   | 22   |
| ゴー・アヘッド・イーグルス | 2021-22      | エールディヴィジ   | 32     | 4      | 4      | 2      | —            | —            | —      | —      | 36   | 6    |
| ゴー・アヘッド・イーグルス | 2022-23      | エールディヴィジ   | 33     | 7      | 3      | 1      | —            | —            | —      | —      | 36   | 8    |
| ゴー・アヘッド・イーグルス | 通算         | 通算               | 65     | 11     | 7      | 3      | —            | —            | —      | —      | 72   | 14   |
| ユトレヒト                 | 2023-24      | エールディヴィジ   | 20     | 4      | 1      | 1      | —            | —            | 1      | 0      | 22   | 5    |
| キャリア通算               | キャリア通算 | キャリア通算       | 199    | 51     | 9      | 4      | 0            | 0            | 1      | 0      | 208  | 55   |